# کلارا ۶۴۲

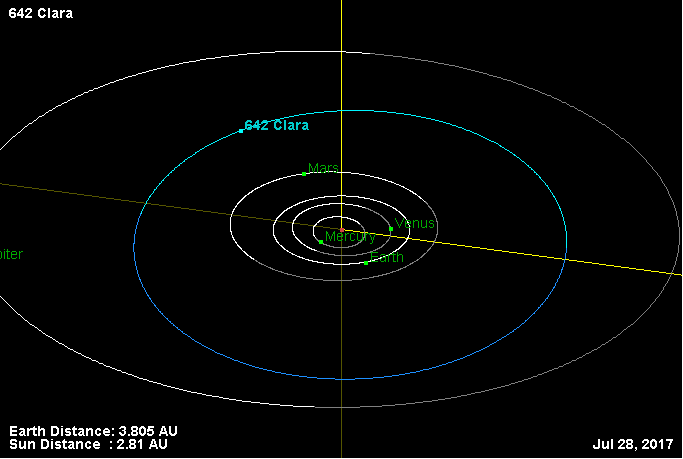
نمایی از محل قرارگیری سیارک کلارا ۶۴۲ در مدار – ۲۰۱۷

سیارک ۶۴۲ (به انگلیسی: 642 Clara، نامگذاری:1907ZY) ششصد و چهل و دومین سیارک کشف شده‌است که در ۸ سپتامبر ۱۹۰۷ و در هایدلبرگ کشف شد.
قدر مطلق سیارک برابر ۹٫۹۸ است.